# Étienne Arnaud
Étienne Arnaud (Vilanòva de Besièrs, 4 de setembre de 1879 - París 10 de març de 1955) va ser un guionista i director de cinema durant l'època del cinema mut i és considerat com un dels pioners del cinema francès.

## Biografia
Va néixer amb el nom de Chiaffredo Arnaud el 1879. Gràcies a la seva amistat amb Emile Cohl i Louis Feuillade, el 1907 va ser contractat per la productora cinematogràfica francesa Gaumont. Inicialment Arnaud es va especialitzar en pel·lícules de gags o de persecucions però a mesura que passà el temps va treballar en altres gèneres com els drames socials (“Le crime du braconnier” (1908)) o els fets històrics (“Le Dernier Requiem de Mozart” (1909)). D'aquesta època, es considera que la millor és “La Course aux Potirons” (1908) co-dirigida amb Emile Cohl.
El 1911 la productora Eclair va construir un estudi a Fort Lee (Estats Units) per fer pel·lícules per al públic americà. Inicialment l'estudi havia d'estar dirigit per Gaston Larry però al setembre d'aquell any, durant el rodatge de la seva primera pel·lícula, Larry va morir sobtadament. Això va portar a Eclair el desembre de 1911 a nomenar Arnaud com a cap de la producció que arribaria el gener de 1912. Va estar a la companyia fins que un incendi el 1914 va destruir el laboratori i el magatzem amb totes les pel·lícules. En deixar l'Eclair va romandre un temps als Estats Units abans de retornar a França. L'any 1922 publicà juntament amb Boisyvon el llibre “Le cinema pour tous”. Anys més tard participà de nou en diferents pel·lícules exercint com a ajudant de direcció o escrivint històries o guions. Va morir a París l'any 1955.

## Filmografia
Aquest llistat s'ha realitzat a partir de les dades del catàleg col·lectiu de les biblioteques i arxius de cinema de França i IMDb

### Gaumont
- Les Bottes du diable (1907)
- Les Souliers blancs (1907)
- Marquisette et bergerette (1908)
- Le Chapeau coffre-fort (1908)
- Un monsieur indécis (1908)
- Toto connait le jiu-jitsu (1908)
- Passe-Partout (1908)
- Monsieur Tatillon prête ses meubles (1908)
- Le traître (1908)
- Le talisman du bonheir (1908)
- Les Lapins inoculés (1908)
- Les epées (1908)
- Le Ski (1908)
- Le secret du glacier (1908)
- Les deux fées (1908)
- Histoire de puce (1908)
- Le revenant (1908)
- Les bons joujoux (1908)
- Le sauveteur (1908)
- Les Aventures du roi Fregolo (1908)
- Le Tic (1908)
- Le revenant (1908)
- Le récit d'un rescapé (1908)
- Le raseur (1908)
- Le mouton enragé (amb Émile Cohl) (1908)
- Le miracle des roses (amb Émile Cohl) (1908)
- Le mauvais lait (1908)
- Le Korrigan (1908)
- Le diavolo (1908)
- Le dévouement d'un interne (1908)
- Le crime du braconnier (1908)
- Le châpeau coffre-fort (1908)
- Le brasero (1908)
- Le Bon invalide et les enfants (1908)
- Le bonheur de la maison (1908)
- La Purge De Lily (1908)
- La potion (1908)
- La petite voleuse de fleurs (1908)
- La petite bouquetières (1908)
- La neige (1908)
- La Grève des apaches (1908)
- La fille du garde-pêche (1908)
- La course aux potirons (amb Émile Cohl) (1908)
- La brouette (1908)
- La blouse neuve (1908)
- La bascule automatique (1908)
- La baguette de la fée (1908)
- L'Hôtel du silence (amb Émile Cohl) (1908)
- Incognito (1908)
- Il gèle (1908)
- Il faut aller chercher le père (1908)
- Canapé dernier modèle (1908)
- Amoureux de cocotte (1908)
- Soyons donc sportifs (amb Émile Cohl) (1909)
- La valise diplomatique(amb Émile Cohl) (1909)
- Le Clair de lune espagnol (amb Émile Cohl) (1909)
- L'Omelette fantastique (amb Émile Cohl) (1909)
- L'éventail animé (amb Émile Cohl) (1909)
- Le Savetier et le financier (1909)
- L'éventail animé (1909)
- Little Tich malgré lui  (1909)
- La mort de Mozart (1909)
- Le violon brisé (1909)
- Alphonse, the Dead Shot (1909)
- Vive la grève (1909)
- Une femme pour deux maris (1909)
- Un Brave Agent (1909)
- Trait de bonté de Napoléon Ier (1909)
- Nounou chez les sauvages (1909)
- Mousse (1909)
- Moderne école (amb Émile Cohl) (1909)
- Les pieds sensibles (1909)
- Les deux devoirs  (1909)
- Le rêve du cheval de fiacre (1909)
- Le rêve d'amour (1909)
- Le petit trou pas cher (1909)
- Le Parfum enivran (1909)
- Le médecin de campagne (1909)
- Le génie des ruines de Fréjus (1909)
- Les Vieilles monnaies (1909)
- Le fils du magistrat (1909)
- Le célibataire endurci (1909)
- La tirelire solide (1909)
- Le Savetier et le financier (1909)
- Fra Vencenti (1909)
- La princesse d'Ys (1909)
- La mendicité est interdite (1909)
- La fiancée du pion (1909)
- L' Opium (1909)
- L' Opiniâtre mendigot (1909)
- L'homme du monde quand même (1909)
- L'amateur de souvenirs (1909)
- L'agent 324 a du chagrin (1909)
- Dévouement filial  (1909)
- Derniers désirs d'un condamné (1909)
- C'était un rêve (1909)
- Bourreaux d'enfants (1909)
- La Dot de la forêt (1910)
- Christophe Colomb (1910)
- Amphitryon (juny 1910)
- Benvenuto Cellini (amb Louis Feuillade) (1910)
- Robert le diable (1910)
- Le roi de Thulé (amb Louis Feuillade) (1910)
- Un mariage à l'américaine (1910)
- Une aventure de Paganini (1910)
- Totor et Nenesse (1910)
- Pour être caissier (1910)
- Paris-Côte d'Azur (1910)
- Mensonges nécessaires (1910)
- Mademoiselle de Sombreuil (1910)
- Les signes de vagabonds (1910)
- Les deux amis (1910)
- Le roi aveugle (1910)
- Le lieu du crime (1910)
- Le doute (1910)
- La rivale de l'empéreur (1910)
- Laquelle des trois? (1910)
- La poupée (1910)
- La Mort de Camoens (1910)
- La main noire (1910)
- La Fin de Paganini (1910)
- La colombe (1910)
- L'honneur (1910)
- L'entente cordiale  (1910)
- L'Apprenti (1910)
- L'amiral est toujours en mer (1910)
- Jim plick-plock (1910)
- Hippomène et Atalante (1910)
- Fregoli aquatique (1910)
- Etienne Marcel (1910)
- Le demi solde (1910)
- Conte tcheque  (1910)
- Ce droit être Caruso (1910)
- À bas les hommes (1910)
- La Marsellaise (1911)
- Les deux mousquetaires (1911)
- Le Collier de la reine (1911)
- Lulli (1911)
- André Chénier (amb Louis Feuillade) (1910)

### Éclair
- The Guardian Angel (1912)
- Bridge (1912)
- The Letter with the Black Seals (1912)
- The White Aprons (1912)
- Little Hands (1912)
- Oh, You Ragtime! (1912)
- The Legend of Sleepy Hollow (1912)
- Revenge of the Silk Masks (1912)
- Saved from the Titanic (1912)
- Chamber of Forgetfulness (1912)
- The High Cost of Living (1912)
- The Holy City (1912)
- Daddy (1912)
- The Word of honor (1912)
- Robin Hood (1912)
- Filial Love (1912)
- Caprices of Fortune (1912)
- A Tammany Boarder (1913)
- The Spectre Bridegroom (1913)
- Oh! You Rubber! (1913)
- Roaring Bill (1913)
- Trouble on the Stage! (1913)
- Loaded (1913)
- Apply to Janitor (1913)
- Cue and Miss Cue (1914)
- The Snake Charmer (1914)
- An Enchanted Voice (1914)
- Valentine's Day (1914)
- The Electric Girl (1914)
- Duty (1914)
- The Dancer and the King (1914)

### Darreres pel·lícules a França
Anys després de deixar el cinema a França torna a participar en diferents pel·lícules de diferents maneres
- Deux fois vingt ans (1930, ajudant direcció)
- Mam'zelle Spahi (1934, historia original)
- La Mariée du régiment (1935, historia original)
- La mariée du régiment (1936, guionista)
- La Fille de la Madelon (1937, guionista)
- Les chevaliers de la cloche (1938, guionista)
- Ceux de demain (1938, guionista)